# 王領ハンガリー

ハンガリー王国
Magyar Királyság (ハンガリー語)
Königreich Ungarn (ドイツ語)
Regnum Hungariae (ラテン語)

国の標語: Regnum Mariae Patrona Hungariae（ラテン語）
マリアの王国、ハンガリーの保護者国歌: Himnusz（ハンガリー語）
賛称

1752年におけるハンガリー王国の地図（青色）

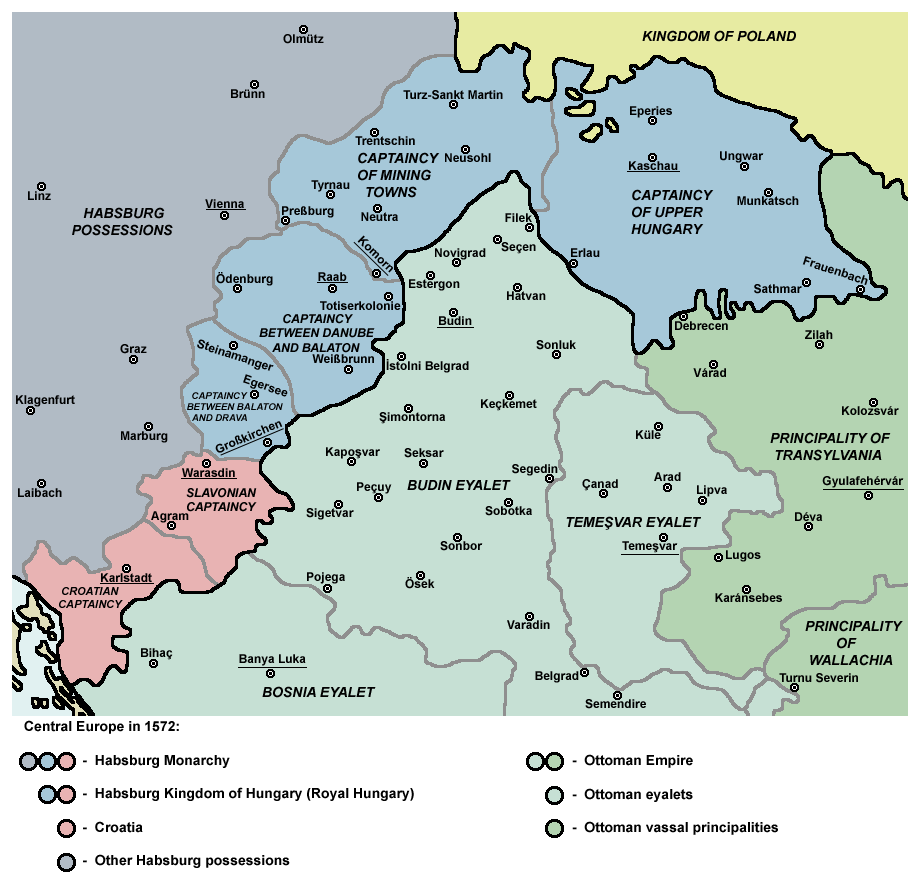

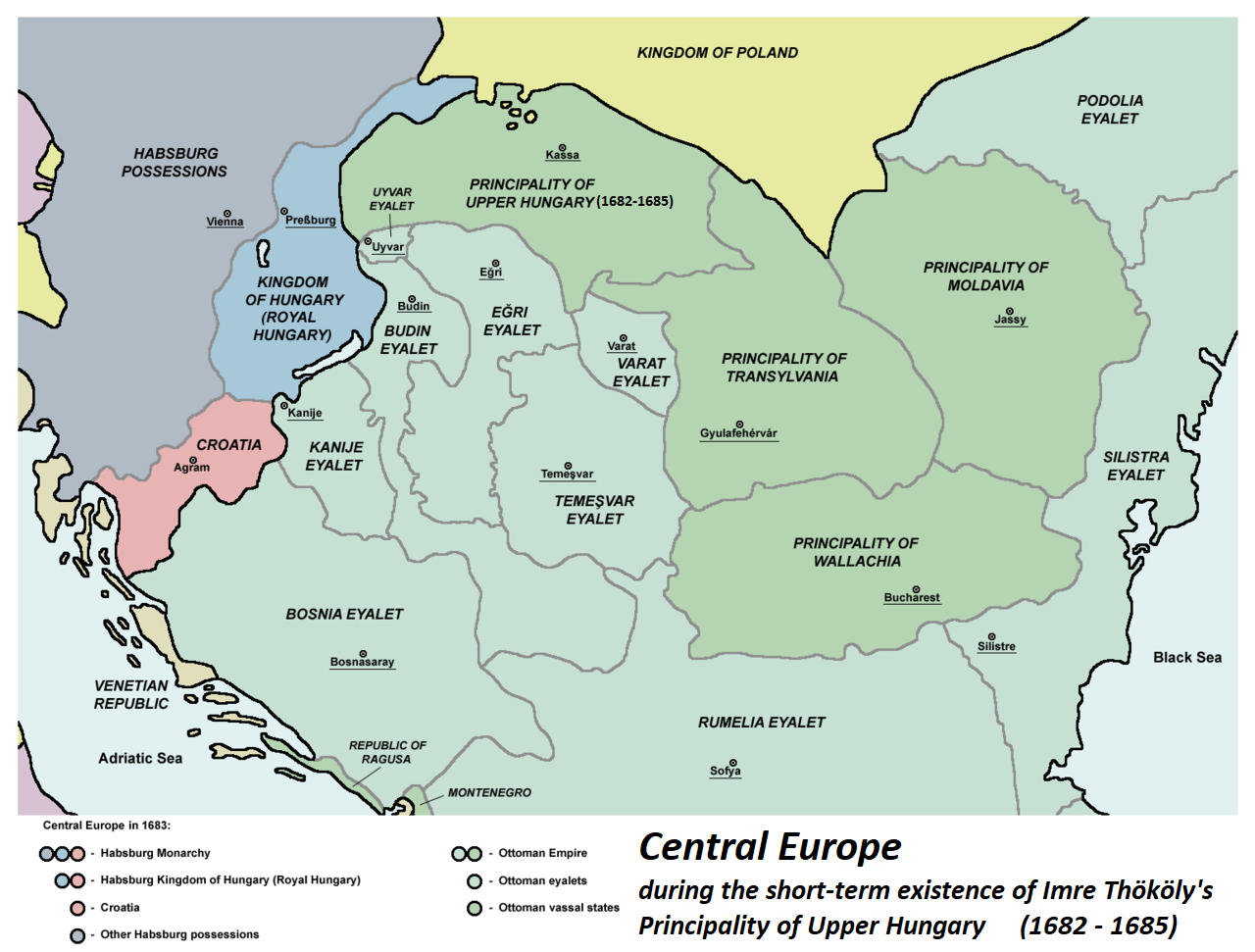
1683年頃のハンガリーの地図

王領ハンガリー（おうりょうハンガリー、ハンガリー語:Magyar Királyság、ポーランド語: Királyi Magyarország、ドイツ語: Königliches Ungarn）は、近世ヨーロッパに存在した地域区分。ハンガリーの歴史的な支配領域の一つ。

## 歴史
1541年にオスマン帝国によってブダ（現在のブダペストの一部）が制圧された後、オーストリア系ハプスブルク家（ハプスブルク帝国）が支配した、元のハンガリー王国の北部と西部に当たる地域である。現在のハンガリー西部、スロバキア領、クロアチア領、オーストリア領（ブルゲンラント州）などが含まれる。
1593年から勃発した長期トルコ戦争の舞台となり、この戦争は長期に及び、講和は1606年のジトヴァ・トロク条約によりなされた。
1663年に勃発した墺土戦争の戦場にもなり、オスマン側はウイヴァール城塞を攻略した。サンクトゴットハルトの戦いでオスマン軍は敗れたものの、翌年結ばれたヴァシュヴァールの和約によりウイヴァールはオスマン側が領有することになった。
1683年に大トルコ戦争が始まった後も戦争の舞台となったが、これを撃退し1687年にモハーチの戦いで勝利後はバナト以外のかつてのハンガリー領を回復した。